# Hee Haw
Hee Haw je první EP australské rockové skupiny The Boys Next Door, vydané v roce 1979 u vydavatelství Missing Link Records. Nahráno bylo v červnu toho roku. O produkci alba se starala skupina The Boys Next Door spolu s Keithem Glassem a nahrávacím technikem byl Tony Cohen. V prosinci 1983 vyšlo album v reedici, ale jako jeho interpret zde byla uvedena skupina The Birthday Party (název, který si skupina vzala krátce po původním vydání alba).

## Seznam skladeb
| Pořadí | Název             | Autor             | Délka |
| ------ | ----------------- | ----------------- | ----- |
| 1.     | A Catholic Skin   | Nick Cave         | 2:25  |
| 2.     | The Red Clock     | Rowland S. Howard | 2:47  |
| 3.     | Faint Heart       | Cave              | 2:51  |
| 4.     | Death by Drowning | Howard            | 3:10  |
| 5.     | The Hair Shirt    | Cave              | 4:05  |

## Obsazení
- Nick Cave – zpěv, klavír
- Mick Harvey – kytara, klavír
- Rowland S. Howard – kytara, zpěv, saxofon
- Tracy Pew – baskytara, klarinet
- Phill Calvert – bicí